# Panamerikanische Spiele 1999/Leichtathletik
Bei den Panamerikanischen Spielen 1999 in Winnipeg (Kanada) wurden in der Leichtathletik vom 24. bis zum 30. Juli 46 Wettbewerbe ausgetragen, davon 24 für Männer und 22 für Frauen.

## Männer

### 100-Meter-Lauf
| Platz | Athlet                    | Land | Zeit (s) |
| ----- | ------------------------- | ---- | -------- |
| 1     | Bernard Williams          | USA  | 10,08    |
| 2     | Freddy Mayola             | CUB  | 10,10    |
| 3     | Claudinei da Silva        | BRA  | 10,13    |
| 4     | Tim Harden                | USA  | 10,19    |
| 5     | André da Silva            | BRA  | 10,21    |
| 6     | Patrick Jarrett           | JAM  | 10,23    |
| 7     | Luis Alberto Pérez Rionda | CUB  | 10,27    |
| 8     | Bradley McCuaig           | CAN  | 10,31    |

Finale: 25. Juli
Wind: 0,4 m/s

### 200-Meter-Lauf
| Platz | Athlet               | Land | Zeit (s) |
| ----- | -------------------- | ---- | -------- |
| 1     | Claudinei da Silva   | BRA  | 20,30    |
| 2     | Curtis Perry         | USA  | 20,58    |
| 3     | Sebastián Keitel     | CHI  | 20,82    |
| 4     | Iván García          | CUB  | 20,85    |
| 5     | Juan Pedro Toledo    | MEX  | 21,05    |
| 6     | Édson Ribeiro        | BRA  | 21,09    |
| 7     | Christopher Williams | JAM  | 21,19    |
| 8     | Heber Viera          | URU  | 21,19    |

Finale: 28. Juli
Wind: −1,9 m/s

### 400-Meter-Lauf
| Platz | Athlet                    | Land | Zeit (s) |
| ----- | ------------------------- | ---- | -------- |
| 1     | Gregory Haughton          | JAM  | 44,59    |
| 2     | Danny McCray              | USA  | 44,83    |
| 3     | Alejandro Cárdenas        | MEX  | 44,92    |
| 4     | Sanderlei Parrela         | BRA  | 44,93    |
| 5     | Neil de Silva             | TRI  | 45,42    |
| 6     | Troy McIntosh             | BAH  | 45,60    |
| 7     | Anderson Jorge dos Santos | BRA  | 45,77    |
| 8     | Avard Moncur              | BAH  | 45,91    |

Finale: 25. Juli

### 800-Meter-Lauf
| Platz | Athlet              | Land | Zeit (min) |
| ----- | ------------------- | ---- | ---------- |
| 1     | Johnny Gray         | USA  | 1:45,38    |
| 2     | Norberto Téllez     | CUB  | 1:45,40    |
| 3     | Zach Whitmarsh      | CAN  | 1:45,94    |
| 4     | Kenroy Levy         | JAM  | 1:46,86    |
| 5     | Daryl Fillion       | CAN  | 1:47,63    |
| 6     | Mario Vernon-Watson | JAM  | 1:48,19    |
| 7     | Trinity Townsend    | USA  | 1:51,88    |
| 8     | Ian Roberts         | GUY  | 2:13,22    |

Finale: 25. Juli

### 1500-Meter-Lauf
| Platz | Athlet               | Land | Zeit (min) |
| ----- | -------------------- | ---- | ---------- |
| 1     | Graham Hood          | CAN  | 3:41,20    |
| 2     | Michael Stember      | USA  | 3:41,96    |
| 3     | Hudson de Souza      | BRA  | 3:42,18    |
| 4     | Héctor Torres        | MEX  | 3:42,72    |
| 5     | José Mauricio Ladino | COL  | 3:43,81    |
| 6     | Jonathon Riley       | USA  | 3:45,37    |
| 7     | Cristian Rosales     | URU  | 3:46,92    |
| 8     | Terrance Armstrong   | BER  | 3:46,99    |

30. Juli

### 5000-Meter-Lauf
| Platz | Athlet               | Land | Zeit (min) |
| ----- | -------------------- | ---- | ---------- |
| 1     | David Galván         | MEX  | 13:42,04   |
| 2     | Elenilson da Silva   | BRA  | 13:43,13   |
| 3     | Jeff Schiebler       | CAN  | 13:43,66   |
| 4     | Brian Baker          | USA  | 13:47,29   |
| 5     | Dan Browne           | USA  | 13:48,27   |
| 6     | Silvio Guerra        | ECU  | 13:48,94   |
| 7     | Mauricio Díaz        | CHI  | 13:53,55   |
| 8     | José Mauricio Ladino | COL  | 13:54,15   |

24. Juli

### 10.000-Meter-Lauf
| Platz | Athlet             | Land | Zeit (min) |
| ----- | ------------------ | ---- | ---------- |
| 1     | Elenilson da Silva | BRA  | 28:43,50   |
| 2     | David Galván       | MEX  | 28:44,03   |
| 3     | Pete Julian        | USA  | 28:44,55   |
| 4     | Silvio Guerra      | ECU  | 28:47,66   |
| 5     | Meb Keflezighi     | USA  | 28:50,22   |
| 6     | Néstor García      | URU  | 28:58,13   |
| 7     | Mauricio Díaz      | CHI  | 29:20,56   |
| 8     | Alejandro Salvador | MEX  | 30:00,87   |

27. Juli

### Marathon
| Platz | Athlet             | Land | Zeit (h) |
| ----- | ------------------ | ---- | -------- |
| 1     | Vanderlei de Lima  | BRA  | 2:17:20  |
| 2     | Rubén Dario Maza   | VEN  | 2:19:56  |
| 3     | Éder Moreno Fialho | BRA  | 2:20:09  |
| 4     | Franklin Tenorio   | ECU  | 2:20:19  |
| 5     | Darrell General    | USA  | 2:23:58  |
| 6     | Joe McVeigh        | USA  | 2:27:49  |
| 7     | Eddy Bathalien     | HAI  | 2:49:48  |

25. Juli

### 20 km Gehen
| Platz | Athlet              | Land | Zeit (h) |
| ----- | ------------------- | ---- | -------- |
| 1     | Bernardo Segura     | MEX  | 1:20:17  |
| 2     | Daniel García       | MEX  | 1:20:28  |
| 3     | Jefferson Pérez     | ECU  | 1:20:46  |
| 4     | Julio René Martínez | GUA  | 1:20:58  |
| 5     | Arturo Huerta       | CAN  | 1:22:02  |
| 6     | Curt Clausen        | USA  | 1:23:39  |
| 7     | Luis García         | GUA  | 1:26:24  |
| 8     | Tim Berrett         | CAN  | 1:27:04  |

26. Juli

### 50 km Gehen
| Platz | Athlet            | Land | Zeit (h) |
| ----- | ----------------- | ---- | -------- |
| 1     | Joel Sánchez      | MEX  | 4:06:31  |
| 2     | Carlos Mercenario | MEX  | 4:09:48  |
| 3     | Philip Dunn       | USA  | 4:13:45  |
| 4     | Gary Morgan       | USA  | 4:40:29  |

29. Juli

### 110-Meter-Hürdenlauf
| Platz | Athlet             | Land | Zeit (s) |
| ----- | ------------------ | ---- | -------- |
| 1     | Anier García       | CUB  | 13,17    |
| 2     | Yoel Hernández     | CUB  | 13,24    |
| 3     | Eugene Swift       | USA  | 13,41    |
| 4     | Dominique Arnold   | USA  | 13,45    |
| 5     | Steve Brown        | TRI  | 13,53    |
| 6     | Luiz André Balcers | BRA  | 13,64    |
| 7     | Maurice Wignall    | JAM  | 13,76    |
| 8     | Jeff Jackson       | ISV  | 13,83    |

Finale: 30. Juli
Wind: 1,1 m/s

### 400-Meter-Hürdenlauf
| Platz | Athlet             | Land | Zeit (s) |
| ----- | ------------------ | ---- | -------- |
| 1     | Eronilde de Araújo | BRA  | 48,23    |
| 2     | Eric Thomas        | USA  | 48,40    |
| 3     | Torrance Zellner   | USA  | 48,45    |
| 4     | Félix Sánchez      | DOM  | 48,60    |
| 5     | Cleverson da Silva | BRA  | 49,10    |
| 6     | Omar Brown         | JAM  | 49,37    |
| 7     | Monte Raymond      | CAN  | 49,80    |
| 8     | Alexandre Marchand | CAN  | 50,10    |

Finale: 28. Juli

### 3000-Meter-Hindernislauf
| Platz | Athlet              | Land | Zeit (min) |
| ----- | ------------------- | ---- | ---------- |
| 1     | Joël Bourgeois      | CAN  | 8:35,03    |
| 2     | Francis O’Neill     | USA  | 8:35,73    |
| 3     | Jean-Nicholas Duval | CAN  | 8:39,52    |
| 4     | Robert Gary         | USA  | 8:56,01    |
| 5     | Johnny Loria        | CRC  | 9:06,16    |

25. Juli

### 4-mal-100-Meter-Staffel
| Platz | Land                 | Athleten                                                            | Zeit (s) |
| ----- | -------------------- | ------------------------------------------------------------------- | -------- |
| 1     | Brasilien            | Raphael de Oliveira Claudinei da Silva Édson Ribeiro André da Silva | 38,18    |
| 2     | Kanada               | Trevino Betty Donovan Bailey Glenroy Gilbert Bradley McCuaig        | 38,49    |
| 3     | Jamaika              | Dwight Thomas Garth Robinson Patrick Jarrett Christopher Williams   | 38,82    |
| 4     | Vereinigte Staaten   | Eugene Swift Bernard Williams Kaaron Conwright Curtis Perry         | 39,00    |
| 5     | Trinidad und Tobago  | Niconnor Alexander Steve Brown Peter Frederick Jacey Harper         | 39,89    |
| 6     | Guatemala            | Rolando Blanco Óscar Meneses José Meneses José Tinoco               | 40,14    |
| 7     | Niederländ. Antillen | Guiseppi Josephia Caimin Douglas Charlton Rafaela Nathanaël Esprit  | 40,20    |
| 8     | St. Lucia            | Ronald Promesse Dominic Johnson Emile John Damian Henville          | 40,56    |

30. Juli

### 4-mal-400-Meter-Staffel
| Platz | Land                | Athleten                                                                 | Zeit (min) |
| ----- | ------------------- | ------------------------------------------------------------------------ | ---------- |
| 1     | Jamaika             | Davian Clarke Michael McDonald Danny McFarlane Gregory Haughton          | 2:57,97    |
| 2     | Brasilien           | Sanderlei Parrela Claudinei da Silva Eronilde de Araújo A. J. dos Santos | 2:58,56    |
| 3     | Vereinigte Staaten  | Deon Minor Torrance Zellner Alvin Harrison Danny McCray                  | 3:00,94    |
| 4     | Kuba                | Norberto Téllez Mariano Mesa Jorge Crusellas Edel Hevia                  | 3:01,79    |
| 5     | Kanada              | Monte Raymond Shane Niemi Don Bruno Byron Goodwin                        | 3:03,06    |
| 6     | Dominikan. Republik | Francisco Cornelio Félix Sánchez Carlos Santa José Peralta               | 3:05,19    |

30. Juli

### Hochsprung
| Platz | Athlet          | Land | Höhe (m) |
| ----- | --------------- | ---- | -------- |
| 1     | Kwaku Boateng   | CAN  | 2,25     |
| 1     | Mark Boswell    | CAN  | 2,25     |
| 3     | Charles Clinger | USA  | 2,25     |
| 4     | Fabrício Romero | BRA  | 2,20     |
| 4     | Gilmar Mayo     | COL  | 2,20     |
| 6     | Erasmo Jara     | ARG  | 2,15     |
| 7     | Alfredo Deza    | PER  | 2,15     |
| 7     | Henry Patterson | USA  | 2,15     |

30. Juli
Der Kubaner Javier Sotomayor belegte den ersten Platz mit 2,30 m, wurde aber disqualifiziert, nachdem beim Dopingtest Kokain nachgewiesen wurde.

### Stabhochsprung
| Platz | Athlet         | Land | Höhe (m) |
| ----- | -------------- | ---- | -------- |
| 1     | Pat Manson     | USA  | 5,60     |
| 2     | Scott Hennig   | USA  | 5,55     |
| 3     | Jason Pearce   | CAN  | 5,30     |
| 4     | Rob Pike       | CAN  | 5,20     |
| 5     | Gustavo Rehder | BRA  | 5,10     |
| 5     | Ricardo Diez   | VEN  | 5,10     |
| 7     | Robison Pratt  | MEX  | 4,90     |
| 7     | Róger Borbón   | CRC  | 4,90     |

27. Juli

### Weitsprung
| Platz | Athlet                  | Land | Weite (m) |
| ----- | ----------------------- | ---- | --------- |
| 1     | Iván Pedroso            | CUB  | 8,52      |
| 2     | Kareem Streete-Thompson | CAY  | 8,12      |
| 3     | Luis Felipe Méliz       | CUB  | 8,06      |
| 4     | Richard Duncan          | CAN  | 8,01      |
| 5     | Nélson Carlos Ferreira  | BRA  | 7,77      |
| 6     | Maurice Wignall         | JAM  | 7,73      |
| 7     | Dwight Phillips         | USA  | 7,68      |
| 8     | Savanté Stringfellow    | USA  | 7,67      |

25. Juli

### Dreisprung
| Platz | Athlet         | Land | Weite (m) |
| ----- | -------------- | ---- | --------- |
| 1     | Yoelbi Quesada | CUB  | 17,19     |
| 2     | LaMark Carter  | USA  | 17,09     |
| 3     | Michael Calvo  | CUB  | 17,03     |
| 4     | Brian Wellman  | BER  | 16,32     |
| 5     | Desmond Hunt   | USA  | 16,00     |
| 6     | Leevan Sands   | BAH  | 15,51     |
| 7     | Lloyd Browne   | SKN  | 15,43     |
| 8     | Dwane Magloire | LCA  | 15,27     |

30. Juli

### Kugelstoßen
| Platz | Athlet              | Land | Weite (m) |
| ----- | ------------------- | ---- | --------- |
| 1     | Brad Mears          | USA  | 19,93     |
| 2     | Jamie Beyer         | USA  | 18,95     |
| 3     | Bradley Snyder      | CAN  | 18,74     |
| 4     | Edson Miguel        | BRA  | 17,99     |
| 5     | Jason Tunks         | CAN  | 17,66     |
| 6     | Marco Antonio Verni | CHI  | 16,65     |

24. Juli

### Diskuswurf
| Platz | Athlet             | Land | Weite (m) |
| ----- | ------------------ | ---- | --------- |
| 1     | Anthony Washington | USA  | 64,25     |
| 2     | Alexis Elizalde    | CUB  | 61,99     |
| 3     | Jason Tunks        | CAN  | 61,75     |
| 4     | Frank Casañas      | CUB  | 60,20     |
| 5     | Doug Reynolds      | USA  | 59,27     |
| 6     | Marcelo Pugliese   | ARG  | 56,34     |
| 7     | Julio César Piñero | ARG  | 55,61     |
| 8     | Jason Gervais      | CAN  | 55,03     |

28. Juli

### Hammerwurf
| Platz | Athlet             | Land | Weite (m) |
| ----- | ------------------ | ---- | --------- |
| 1     | Lance Deal         | USA  | 79,61     |
| 2     | Kevin McMahon      | USA  | 73,41     |
| 3     | Juan Ignacio Cerra | ARG  | 70,68     |
| 4     | John Stoikos       | CAN  | 67,18     |
| 5     | Adrián Marzo       | ARG  | 65,55     |

27. Juli

### Speerwurf
| Platz | Athlet            | Land | Weite (m) |
| ----- | ----------------- | ---- | --------- |
| 1     | Emeterio González | CUB  | 77,46     |
| 2     | Máximo Rigondeaux | CUB  | 76,24     |
| 3     | Tom Petranoff     | USA  | 75,95     |
| 4     | Nery Kennedy      | PAR  | 75,16     |
| 5     | Edgar Baumann     | PAR  | 71,40     |
| 6     | Oscar Duncan      | USA  | 70,38     |
| 7     | Erin Bevans       | CAN  | 68,78     |

27. Juli

### Zehnkampf
| Platz | Athlet           | Land | Punkte |
| ----- | ---------------- | ---- | ------ |
| 1     | Chris Huffins    | USA  | 8170   |
| 2     | Dan Steele       | USA  | 8070   |
| 3     | Raúl Duany       | CUB  | 7730   |
| 4     | Eugenio Balanqué | CUB  | 6865   |
| 5     | Santiago Lorenzo | ARG  | 6820   |

24./25. Juli

## Frauen

### 100-Meter-Lauf
| Platz | Athletin                   | Land | Zeit (s) |
| ----- | -------------------------- | ---- | -------- |
| 1     | Chandra Sturrup            | BAH  | 11,10    |
| 2     | Angela Williams            | USA  | 11,16    |
| 3     | Peta-Gaye Dowdie           | JAM  | 11,20    |
| 4     | Virgen Benavides           | CUB  | 11,28    |
| 5     | Philomena Mensah           | CAN  | 11,28    |
| 6     | Lucimar Aparecida de Moura | BRA  | 11,29    |
| 7     | Beverly Grant              | JAM  | 11,53    |
| 8     | Liliana Allen              | MEX  | 11,66    |

Finale: 25. Juli
Wind: 1,7 m/s

### 200-Meter-Lauf
| Platz | Athletin                   | Land | Zeit (s) |
| ----- | -------------------------- | ---- | -------- |
| 1     | Debbie Ferguson            | BAH  | 22,83    |
| 2     | Lucimar Aparecida de Moura | BRA  | 23,03    |
| 3     | Felipa Palacios            | COL  | 23,05    |
| 4     | Pauline Davis-Thompson     | BAH  | 23,07    |
| 5     | Cydonie Mothersille        | CAY  | 23,40    |
| 6     | Beverly Grant              | JAM  | 23,75    |
| 7     | Heather Samuel             | ANT  | 23,88    |
| 8     | Tara Perry                 | CAN  | 23,99    |

Finale: 28. Juli
Wind: −1,3 m/s

### 400-Meter-Lauf
| Platz | Athletin          | Land | Zeit (s) |
| ----- | ----------------- | ---- | -------- |
| 1     | Ana Guevara       | MEX  | 50,91    |
| 2     | Michelle Collins  | USA  | 51,21    |
| 3     | Claudine Williams | JAM  | 51,58    |
| 4     | Andrea Anderson   | USA  | 52,43    |
| 5     | Melissa Straker   | BAR  | 52,90    |
| 6     | Norfalia Carabalí | COL  | 53,06    |
| 7     | Foy Williams      | CAN  | 53,65    |

Finale: 25. Juli

### 800-Meter-Lauf
| Platz | Athletin               | Land | Zeit (min) |
| ----- | ---------------------- | ---- | ---------- |
| 1     | Letitia Vriesde        | SUR  | 1:59,95    |
| 2     | Zulia Calatayud        | CUB  | 2:00,67    |
| 3     | Meredith Rainey Valmon | USA  | 2:01,51    |
| 4     | Vicky Lynch-Pounds     | CAN  | 2:02,78    |
| 5     | Diane Cummins          | CAN  | 2:03,10    |
| 6     | Yanelis Lara           | CUB  | 2:03,32    |
| 7     | Jeanette Castro        | MEX  | 2:05,06    |

Finale: 25. Juli

### 1500-Meter-Lauf
| Platz | Athletin          | Land | Zeit (min) |
| ----- | ----------------- | ---- | ---------- |
| 1     | Marla Runyan      | USA  | 4:16,86    |
| 2     | Leah Pells        | CAN  | 4:16,86    |
| 3     | Stephanie Best    | USA  | 4:18,44    |
| 4     | Cindy O’Krane     | CAN  | 4:19,63    |
| 5     | Bertha Sánchez    | COL  | 4:21,10    |
| 6     | Janeth Caizalitín | ECU  | 4:24,68    |
| 7     | Niuvis Pie        | CUB  | 4:25,70    |
| 8     | Yanelis Lara      | CUB  | 4:26,02    |

28. Juli

### 5000-Meter-Lauf
| Platz | Athletin           | Land | Zeit (min) |
| ----- | ------------------ | ---- | ---------- |
| 1     | Adriana Fernández  | MEX  | 15:56,57   |
| 2     | Bertha Sánchez     | COL  | 15:59,04   |
| 3     | Blake Phillips     | USA  | 15:59,77   |
| 4     | Nora Leticia Rocha | MEX  | 16:07,76   |
| 5     | Kristin Ihle       | USA  | 16:14,07   |
| 6     | Stella Castro      | COL  | 16:21,92   |
| 7     | Janeth Caizalitín  | ECU  | 16:28,66   |

25. Juli

### 10.000-Meter-Lauf
| Platz | Athletin           | Land | Zeit (min) |
| ----- | ------------------ | ---- | ---------- |
| 1     | Nora Leticia Rocha | MEX  | 32:56,51   |
| 2     | Stella Castro      | COL  | 33:05,97   |
| 3     | Tina Connelly      | CAN  | 33:27,87   |
| 4     | Shelly Steely      | USA  | 33:36,44   |
| 5     | Martha Tenorio     | ECU  | 33:59,86   |
| 6     | Márcia Narloch     | BRA  | 34:13,65   |
| 7     | Shelly Smathers    | USA  | 34:20,42   |
| 8     | Mariela González   | CUB  | 34:45,94   |

28. Juli

### Marathon
| Platz | Athletin                     | Land | Zeit (h) |
| ----- | ---------------------------- | ---- | -------- |
| 1     | Érika Olivera                | CHI  | 2:37:41  |
| 2     | Iglandini González           | COL  | 2:40:06  |
| 3     | Viviany Anderson de Oliveira | BRA  | 2:40:55  |
| 4     | Marlene Flores               | CHI  | 2:43:59  |
| 5     | Patricia Jardón              | MEX  | 2:44:52  |
| 6     | María Elena Reyna            | MEX  | 2:50:30  |
| 7     | Jennifer Crain               | USA  | 2:54:19  |
| 8     | Gina Coello                  | HON  | 3:00:17  |

25. Juli

### 20 km Gehen
| Platz | Athletin                  | Land | Zeit (h) |
| ----- | ------------------------- | ---- | -------- |
| 1     | María Graciela Mendoza    | MEX  | 1:34:19  |
| 2     | María del Rosario Sánchez | MEX  | 1:34:46  |
| 3     | Michelle Rohl             | USA  | 1:35:22  |
| 4     | Geovana Irusta            | BOL  | 1:35:56  |
| 5     | Joanne Dow                | USA  | 1:36:33  |
| 6     | Ivis Haydée Martínez      | ESA  | 1:37:28  |
| 7     | Teresita Collado          | GUA  | 1:38:41  |
| 8     | Oslaidis Cruz             | CUB  | 1:39:23  |

26. Juli

### 100-Meter-Hürdenlauf
| Platz | Athletin           | Land | Zeit (s) |
| ----- | ------------------ | ---- | -------- |
| 1     | Aliuska López      | CUB  | 12,76    |
| 2     | Maurren Higa Maggi | BRA  | 12,86    |
| 3     | Miesha McKelvy     | USA  | 12,91    |
| 4     | Gillian Russell    | JAM  | 13,13    |
| 5     | Lesley Tashlin     | CAN  | 13,13    |
| 6     | Yahumara Neyra     | CUB  | 13,17    |
| 7     | Andria King        | USA  | 13,28    |
| 8     | Verónica De Paoli  | ARG  | 13,28    |

30. Juli
Wind: 1,2 m/s

### 400-Meter-Hürdenlauf
| Platz | Athletin          | Land | Zeit (s) |
| ----- | ----------------- | ---- | -------- |
| 1     | Daimí Pernía      | CUB  | 53,44    |
| 2     | Andrea Blackett   | BAR  | 53,98    |
| 3     | Michelle Johnson  | USA  | 54,22    |
| 4     | Karlene Haughton  | CAN  | 55,62    |
| 5     | Joanna Hayes      | USA  | 55,90    |
| 6     | Allison Beckford  | JAM  | 56,52    |
| 7     | Deniece Bell      | CAN  | 56,81    |
| 8     | Ana Paula Pereira | BRA  | 57,92    |

Finale: 28. Juli

### 4-mal-100-Meter-Staffel
| Platz | Land               | Athletinnen                                                            | Zeit (s) |
| ----- | ------------------ | ---------------------------------------------------------------------- | -------- |
| 1     | Jamaika            | Peta-Gaye Dowdie Beverly Grant Kerry-Ann Richards Aleen Bailey         | 42,62    |
| 2     | Vereinigte Staaten | Angela Williams Shelia Burrell Torri Edwards Passion Richardson        | 43,27    |
| 3     | Kuba               | Misleidys Lazo Mercedes Carnesolta Virgen Benavides Idalia Hechavarría | 43,52    |
| 4     | Kanada             | Philomena Mensah Angela Bailey Tara Perry Venolyn Clarke               | 43,73    |
| 5     | Kolumbien          | Norfalia Carabalí Felipa Palacios Mirtha Brock Patricia Rodríguez      | 43,86    |
| 6     | Ecuador            | Zulay Nazareno Maritza Valencia Ondina Rodríguez Ana Mariuxi Caicedo   | 46,86    |

30. Juli

### 4-mal-400-Meter-Staffel
| Platz | Land               | Athletinnen                                                      | Zeit (min) |
| ----- | ------------------ | ---------------------------------------------------------------- | ---------- |
| 1     | Kuba               | Zulia Calatayud Julia Duporty Idalmis Bonne Daimí Pernía         | 3:26,70    |
| 2     | Vereinigte Staaten | Andrea Anderson Shanelle Porter Michelle Collins Yulanda Nelson  | 3:27,50    |
| 3     | Barbados           | Andrea Blackett Tanya Oxley Joanne Durant Melissa Straker        | 3:30,72    |
| 4     | Jamaika            |                                                                  | 3:30,76    |
| 5     | Kanada             | Karlene Haughton LaDonna Antoine Candice Jones Foy Williams      | 3:31,85    |
| 6     | Kolumbien          | Mirtha Brock Patricia Rodríguez Norfalia Carabalí Norma González | 3:32,87    |
| 7     | Mexiko             | M. Ángeles Pantoja Mayra González Marcela Sarabia Ana Guevara    | 3:35,86    |

30. Juli

### Hochsprung
| Platz | Athlet            | Land | Höhe (m) |
| ----- | ----------------- | ---- | -------- |
| 1     | Solange Witteveen | ARG  | 1,88     |
| 2     | Luciane Dambacher | BRA  | 1,85     |
| 3     | Nicole Forrester  | CAN  | 1,85     |
| 4     | Angela Spangler   | USA  | 1,80     |
| 5     | Karol Jenkins     | USA  | 1,80     |
| 6     | Karen Beautle     | JAM  | 1,75     |

28. Juli
Juana Rosario Arrendel aus der Dominikanischen Republik, die mit 1,93 m den ersten Platz belegt hatte, wurde wegen Dopings disqualifiziert.

### Stabhochsprung
| Platz | Athlet           | Land | Höhe (m) |
| ----- | ---------------- | ---- | -------- |
| 1     | Alejandra García | ARG  | 4,30     |
| 2     | Kellie Suttle    | USA  | 4,25     |
| 3     | Deborah Gyurcsek | URU  | 4,15     |
| 4     | Kimberly Becker  | USA  | 3,90     |
| 5     | Rebecca Chambers | CAN  | 3,90     |
| 6     | Trista Bernier   | CAN  | 3,70     |
| 7     | Lorena Espinoza  | MEX  | 3,60     |
| 8     | Alejandra Meza   | MEX  | 3,60     |

25. Juli

### Weitsprung
| Platz | Athlet                | Land | Weite (m) |
| ----- | --------------------- | ---- | --------- |
| 1     | Maurren Higa Maggi    | BRA  | 6,59      |
| 2     | Angela Brown          | USA  | 6,51      |
| 3     | Elva Goulbourne       | JAM  | 6,41      |
| 4     | Vanessa Monar-Enweani | CAN  | 6,37      |
| 5     | LaShonda Christopher  | USA  | 6,30      |
| 6     | Lissette Cuza         | CUB  | 6,29      |
| 7     | Jackie Edwards        | BAH  | 6,20      |
| 8     | Flora Hyacinth        | ISV  | 6,18      |

24. Juli

### Dreisprung
| Platz | Athlet            | Land | Weite (m) |
| ----- | ----------------- | ---- | --------- |
| 1     | Yamilé Aldama     | CUB  | 14,77     |
| 2     | Suzette Lee       | JAM  | 14,09     |
| 3     | Magdelín Martínez | CUB  | 13,98     |
| 4     | Stacey Bowers     | USA  | 13,97     |
| 5     | Tiombe Hurd       | USA  | 13,69     |
| 6     | Mónica Falcioni   | URU  | 13,50     |
| 7     | Andrea Ávila      | ARG  | 13,40     |
| 8     | Michelle Hastick  | CAN  | 13,25     |

28. Juli

### Kugelstoßen
| Platz | Athlet             | Land | Weite (m) |
| ----- | ------------------ | ---- | --------- |
| 1     | Connie Price-Smith | USA  | 19,06     |
| 2     | Yumileidi Cumbá    | CUB  | 18,67     |
| 3     | Teri Tunks         | USA  | 18,03     |
| 4     | Belsy Laza         | CUB  | 17,69     |
| 5     | Rhonda Hackett     | TRI  | 15,36     |
| 6     | María Mercedes     | DOM  | 14,54     |
| 7     | Marianne Berndt    | CHI  | 13,78     |

27. Juli
Die Brasilianerin Elisângela Adriano belegte mit 18,00 m den vierten Platz, wurde aber wegen eines Dopingvergehens disqualifiziert.

### Diskuswurf
| Platz | Athlet            | Land | Weite (m) |
| ----- | ----------------- | ---- | --------- |
| 1     | Aretha Hill       | USA  | 59,06     |
| 2     | Kristin Kuehl     | USA  | 57,21     |
| 3     | Anaelys Fernández | CUB  | 56,32     |
| 4     | Rhonda Hackett    | TRI  | 51,42     |

30. Juli
Die Brasilianerin Elisângela Adriano belegte mit 60,92 m den ersten Platz, wurde aber wegen eines Dopingvergehens disqualifiziert.

### Hammerwurf
| Platz | Athlet            | Land | Weite (m) |
| ----- | ----------------- | ---- | --------- |
| 1     | Dawn Ellerbe      | USA  | 65,36     |
| 2     | Yipsi Moreno      | CUB  | 63,03     |
| 3     | Caroline Wittrin  | CAN  | 61,28     |
| 4     | Norbi Balantén    | CUB  | 60,46     |
| 5     | Michelle Fournier | CAN  | 60,33     |
| 6     | Tamika Powell     | USA  | 58,90     |
| 7     | Nancy Guillén     | ESA  | 57,75     |
| 8     | Violeta Guzmán    | MEX  | 56,26     |

24. Juli

### Speerwurf
| Platz | Athlet            | Land | Weite (m) |
| ----- | ----------------- | ---- | --------- |
| 1     | Osleidys Menéndez | CUB  | 65,85     |
| 2     | Xiomara Rivero    | CUB  | 62,46     |
| 3     | Laverne Eve       | BAH  | 61,24     |
| 4     | Zuleima Araméndiz | COL  | 55,86     |
| 5     | Lynda Blutreich   | USA  | 55,77     |
| 6     | Sueli dos Santos  | BRA  | 52,58     |
| 7     | Olivia McKoy      | JAM  | 49,29     |
| 8     | Cassi Morelock    | USA  | 48,34     |

25. Juli

### Siebenkampf
| Platz | Athlet                  | Land | Punkte |
| ----- | ----------------------- | ---- | ------ |
| 1     | Magalys García          | CUB  | 6290   |
| 2     | Shelia Burrell          | USA  | 6244   |
| 3     | Nicole Haynes           | USA  | 6000   |
| 4     | Euzinete Maria dos Reis | BRA  | 5778   |
| 5     | Catherine Bond-Mills    | CAN  | 5714   |
| 6     | Kimberley Vanderhoek    | CAN  | 5506   |
| 7     | Neisha Thompson         | JAM  | 5109   |
| 8     | Minerva Navarrete       | CHI  | 4858   |

27./28. Juli